# Комісаржевський Федір Петрович
Комісаржевський Федір Петрович (1838, Київська губернія — 1 [14] березня 1905, Сан-Ремо, Італія) — російський співак, лірико-драматичний тенор, музичний педагог; батько драматичної актриси В. Ф. Комісаржевської і режисера Ф. Ф. Комісаржевського.
Навчався в Італії у П'єтро Репетто, співав у Римі, Мілані, Опорто. Там же, в Італії, брав участь у визвольному русі під керівництвом Дж. Гарібальді. На сезон 1860/61 рр. був заангажований в одеську італійську оперу антрепризи Серматтеі і Ко (амплуа першого тенора), де виступав разом з російською оперною співачкою і драматичною актрисою А.Абариновою (Рейхельт). Повернувшись в 1863 році в Росію, c 1863 по 1880 співав у Санкт-Петербурзі: спочатку виступав в петербурзькій Італійської опері, потім соліст Маріїнського театру, мав успіх, головним чином, завдяки сценічному таланту і вмінню ефектно фразувати.
У 1882 співав у виставах московського Большого театру. Переселившись до Москви, присвятив себе педагогічній діяльності; професор Московської консерваторії (1882—1887), де поставив кілька оперних вистав як режисер-постановник: «Чарівна флейта» (1884), «Водовоз» (1885), «Весілля Фігаро» (1888); і де багато артистів Большого театру під його керівництвом готували оперні партії.
У 1888 разом з режисерами О. Ф. Федотовим, К. Станіславським і художником Ф. Л. Сологубом створив в Москві «Товариство мистецтва і літератури» і при ньому Музично-драматичне училище, яке проіснувало до 1891. Товариство розмістилося в Москві в Нижньому Кисловському провулку, в будинку, що належав колись сім'ї високопоставлених чиновників Секретарьових, тому його сцена скоро отримала негласне прізвисько «Секретарьовка».
У 1887—1888 був музичним рецензентом газети «Московський листок» під псевдонімом Дилетант. П.Чайковський присвятив йому романс «Скажи, про що в тіні гілок» (ор. 57, № 1; 1884).